# Kateřina Nedbálková
Kateřina Nedbálková, češka sociologinja in univerzitetna učiteljica, * 28. maj 1974.
Deluje na Fakulteti za družbene študije na Masarykovi univerzi v Brnu. Ukvarja se z vprašanji spola, zapora in razreda.

## Življenjepis
Leta 1998 je na Masarykovi univerzi magistrirala iz sociologije. Njeno diplomsko delo je obravnavalo homoseksualno subkulturo. Leta 2004 je končala podiplomski študij in pridobila doktorat in doktorat znanosti. Tema njene disertacije je bila Spoutaná Rozkoš aneb reprodukce genderové struktury a heteronormativity ve vězeňských subkulturách žen (»Razkošje v okovih ali reprodukcija spolne strukture in heteronormativnosti v ženskih zaporniških subkulturah«), ki jo je pozneje objavila v knjižni obliki. Študirala je tudi v ZDA in Kanadi. Leta 2010 se je habilitirala in pridobila naziv docent.
Leta 2004 se je pridružila Oddelku za sociologijo na Fakulteti za družbene vede Masarykove univerze, kjer je bila med letoma 2010 in 2015 vodja oddelka za študije spolov. Specializirala se je za sociologijo neenakosti in razreda, sociologijo družine, intimnosti in spolnosti, tudi za preučevanje kriminalitete, normalnosti in deviantnosti, raziskovala pa je tudi ženske v zaporu. Obravnavala je tudi temo delavskih družin.
Podpira istospolne poroke.

## Izbrane publikacije
- NEDBÁLKOVÁ, Kateřina. Spoutaná Rozkoš: (re)produkce genderu a sexuality v ženské věznici. Praga: SLON, 2006. 189 s. Sondiranje spola. ISBN 80-86429-65-2.
- NEDBÁLKOVÁ, Kateřina. Matky kuráže: Lesbické rodiny v pozdně moderní společnosti. Praga: SLON, 2011. 120 s. Študija. ISBN 978-80-7419-041-4.
- NEDBÁLKOVÁ, Kateřina. Tichá dřina: Dělnictví a třída v továrně Baťa. Praga: Display, 2021. ISBN 978-80-907883-1-2.
- NEDBÁLKOVÁ, Kateřina. Pracovat. Praga: Display, 2022. ISBN 978-80-907883-8-1.